# زارا شيخ
زارا شيخ هي عارضة وممثلة باكستانية، ولدت في 7 مايو 1978 بلاهور في باكستان. من الجوائز التي نالتها جائزة نگار ‏.

## جوائز
- جائزة نگار [الإنجليزية]‏

## وصلات خارجية
- زارا شيخ على موقع IMDb (الإنجليزية)